# Liua
Liua – rodzaj płazów ogoniastych z podrodziny Hynobiinae w rodzinie kątozębnych (Hynobiidae).

## Zasięg występowania
Rodzaj obejmuje gatunki występujące w Chinach.

## Morfologia
Długość ciała 125–200 mm.

## Systematyka

### Etymologia
- Liua (Liuia[a]): Cheng-chao Liu (1900–1976), chiński herpetolog[2].
- Tsinpa: angielska transkrypcja nazwy miejscowości z prowincji Shaanxi, w Chinach, w której odłowiono gatunek typowy[5]. Gatunek typowy: Ranodon tsinpaensis Liu & Hu, 1966.

### Podział systematyczny
Do rodzaju należą następujące gatunki:
- Liua shihi (Liu, 1950) – żaboząb syczuański[8]
- Liua tsinpaensis (Liu & Hu, 1966)